# Miodrag Anđelković
Miodrag Anđelković (in serbo Миодраг Анђелковић?; Kosovska Mitrovica, 7 agosto 1977) è un ex calciatore serbo, di ruolo attaccante.